# Jack Churchill
Teniente coronel John Malcolm Thorpe Fleming «Jack» Churchill, (16 de septiembre de 1906 - 8 de marzo de 1996) fue un oficial del ejército británico que luchó en la Segunda Guerra Mundial armado con un arco largo, una gaita y una espada ropera escocesa.
Apodado Mad Jack («El loco Jack»), se le atribuye la frase: «un oficial que entre en combate sin su espada no está pertrechado de forma apropiada». Se le atribuye ser el último soldado británico al que se le confirmó una muerte utilizando un arco, con el cual habría abatido a un sargento alemán en mayo de 1940 cerca de Pas de Calais durante la batalla de Francia.

## Primeros años
Churchill nació en Colombo, Ceilán, de la unión de Alec Fleming Churchill (1876-1961) y Elinor Elizabeth, hija de John Alexander Bond Bell, de Kelnahard, condado de Cavan, Irlanda, y de Dimbula, Ceilán, respectivamente. Alec, proveniente de una familia largamente asentada en Deddington, Oxfordshire, había sido ingeniero de distrito en el Servicio Civil de Ceilán, en el que su padre, John Fleming Churchill (1829-1894) también sirvió.
Poco después de nacer Jack, la familia regresó a Dormansland, Surrey, donde su hermano menor, el Mayor general Thomas Bell Lindsay Churchil (1907-1990), C.B., C.B.E., M.C., nació. En 1910, los Churchill se mudaron al Hong Kong británico donde Alec Fleming Churchill fue nombrado Director de Obras Públicas; también sirvió como miembro del Consejo Ejecutivo de Hong Kong. El tercer hijo de los Churchill, Robert Alec Farquhar Churchill -más tarde teniente de la Marina Real- nació en Hong Kong en 1911. La familia regresó a Inglaterra en 1917.
Churchill estudió en el King William's College de la Isla de Man. Se graduó del Royal Military College de Sandhurst en 1926 y sirvió en Birmania con el Regimiento de Manchester. Le gustaba andar en motocicleta estando en Birmania.
Churchill dejó la Armada en 1936 y trabajó como editor de periódicos en Nairobi, Kenia y como modelo masculino. Usó sus habilidades en la arquería y la gaita para interpretar un pequeño papel en la película de 1924 El ladrón de Bagdad y también apareció en la película de 1938 Un yanqui en Oxford. En 1939 representó a Gran Bretaña en el Campeonato Mundial de Arquería en Oslo.

## Segunda Guerra Mundial

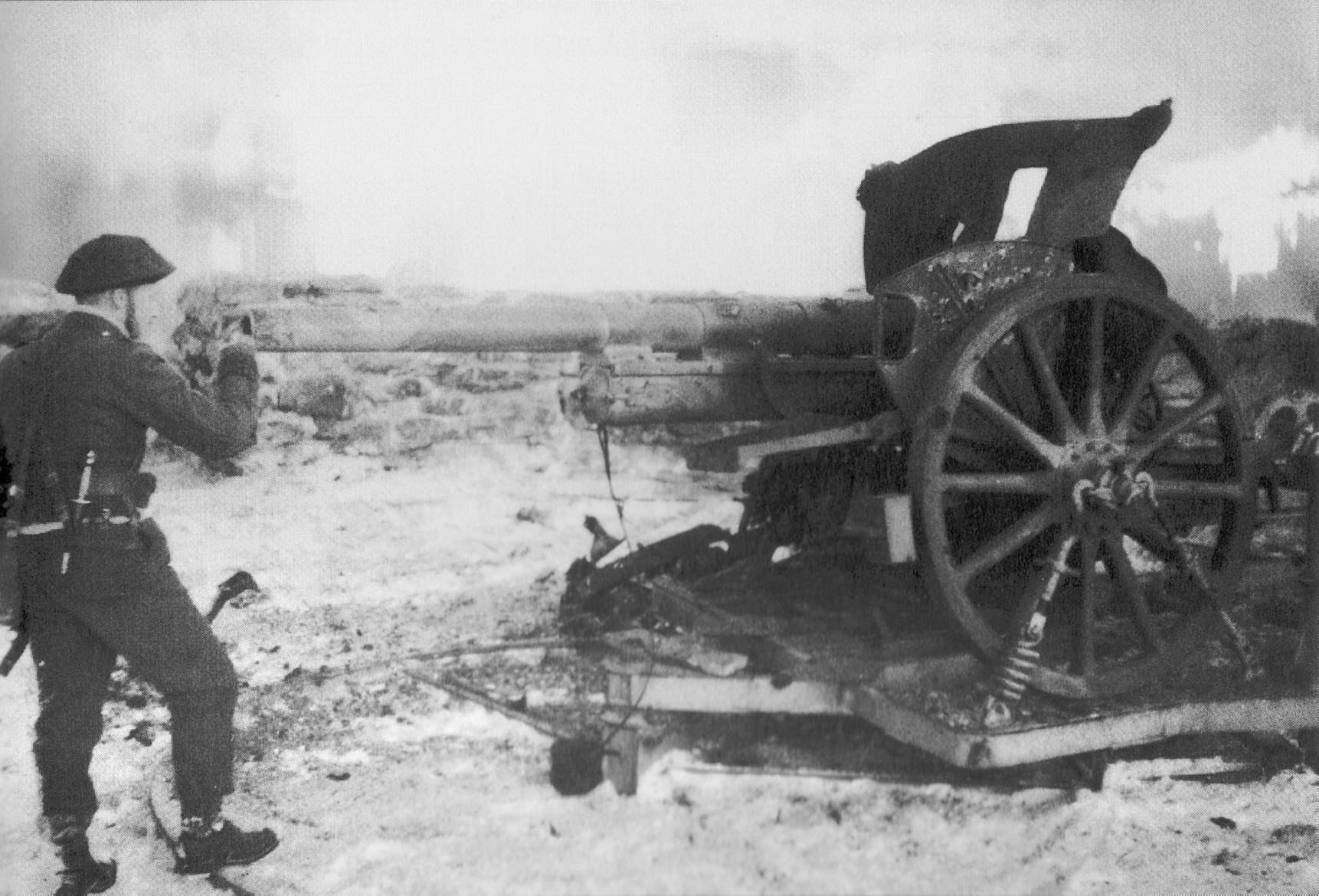
Churchill mira a través de la boca de un cañón belga de 75 mm capturado.

### Francia (1940)
Churchill continuó su servicio luego de que Alemania invadiera Polonia en septiembre de 1939, y fue asignado al Regimiento de Manchester, donde fue enviado a Francia en la Fuerza de Expediciones Británica. En mayo de 1940, Churchill y algunos de sus hombres emboscaron a una patrulla alemana cerca de L'Épinette (cerca de Richebourg, paso de Calais). Churchill dio la señal de atacar alzando su espada. Una historia común cuenta que Churchill mató a un alemán con un arco largo en acción. Sin embargo, Churchill dijo más tarde que sus arcos habían sido destrozados por un camión previamente en la campaña. Luego de pelear en la batalla de Dunkerque, se alistó voluntariamente en los Comandos Británicos.
El hermano menor de Jack, Thomas Churchill, también sirvió con él y lideró una brigada de comandos durante la guerra. Después de la guerra, Thomas escribió un libro, "Cruzada comando", que detalla algunas de las experiencias de los hermanos durante la guerra. El menor de los tres hermanos, Robert, también conocido como 'Buster', sirvió en la Marina Real y fue muerto en acción en 1942.

### Noruega (1941)
Churchill fue el segundo al mando del Comando No. 3 en la Operación Archery, una incursión en la guarnición alemana de Vågsøy, Noruega, el 27 de diciembre de 1941. Cuando las rampas cayeron de la primera lancha de desembarco, se abalanzó hacia adelante desde su posición tocando "March of the Cameron Men" con su gaita, antes de lanzar una granada y cargar hacia la batalla. Por sus acciones en Dunkerque y Vågsøy, Churchill recibió la Cruz Militar y la Barra Militar.

### Italia (1943)
En julio de 1943, como oficial al mando, lideró a dos comandos desde su lugar de desembarco en Catania, Sicilia con su espada ancha escocesa característica colgada de su cintura, un arco largo y flechas al cuello y su gaita bajo el brazo, lo que también hizo en los desembarcos en Salerno.
También liderando a dos comandos, Churchill recibió la orden de capturar un puesto alemán de observación en las afueras del pueblo de Vietri sul Mare, controlando un paso que conducía a la cabeza de playa de Salerno. Con la ayuda de un cabo, se infiltró en el pueblo y capturó el puesto, tomando 42 prisioneros incluyendo a un escuadrón de morteros. Churchill lideró a los hombres y prisioneros de vuelta a través del paso, con los heridos llevados en carretillas empujadas por prisioneros alemanes. Comentó que fue "una imagen de las guerras napoleónicas". Recibió la Orden del Servicio Distinguido por liderar esta acción en Salerno.
Churchill luego volvió a la ciudad para recuperar su espada, que había perdido en combate cuerpo a cuerpo con el regimiento alemán. Estando en camino, encontró una patrulla estadounidense desorientada caminando por error hacia las líneas enemigas. Cuando el suboficial al mando se rehusó a darse la vuelta, Churchill les dijo que él iba por su propio camino y que no volvería una "maldita tercera vez".

### Yugoslavia (1944)
Como parte de la Misión Maclean en 1944 lideró a los comandos en Yugoslavia, donde respaldó a los partisanos de Josip Broz Tito desde la isla de Vis en el Adriático. En mayo recibió la orden de asaltar la isla de Brač. Organizó un "ejército variopinto" de 1.500 partisanos, 43 comandos y una tropa del Comando No.40 para el ataque. El desembarco no recibió resistencia, pero al ver los nidos de ametralladoras de donde luego recibirían fuego alemán, los partisanos decidieron posponer el ataque para el día siguiente. La gaita de Churchill dio la señal a los comandos restantes para ir a la batalla. Luego de ser ametrallado por un Spitfire de la RAF, Churchill decidió retirarse por la noche y relanzar el ataque la mañana siguiente.

### Captura (1944)
La mañana siguiente, un ataque por el flanco fue lanzado por el comando 43 con Churchill al mando del comando 40. Los partisanos permanecieron en la zona de desembarco. Sólo Churchill y otros seis consiguieron alcanzar el objetivo. Una granada de mortero mató o hirió a todos menos a Churchill, que estaba tocando "Will ye no come back again?" con su gaita a medida que los alemanes avanzaban. Las granadas lo dejaron inconsciente y fue capturado, bajo la creencia errónea de que tenía una relación directa con Winston Churchill. Luego fue llevado a Berlín para ser interrogado y luego transferido al campo de concentración de Sachsenhausen.

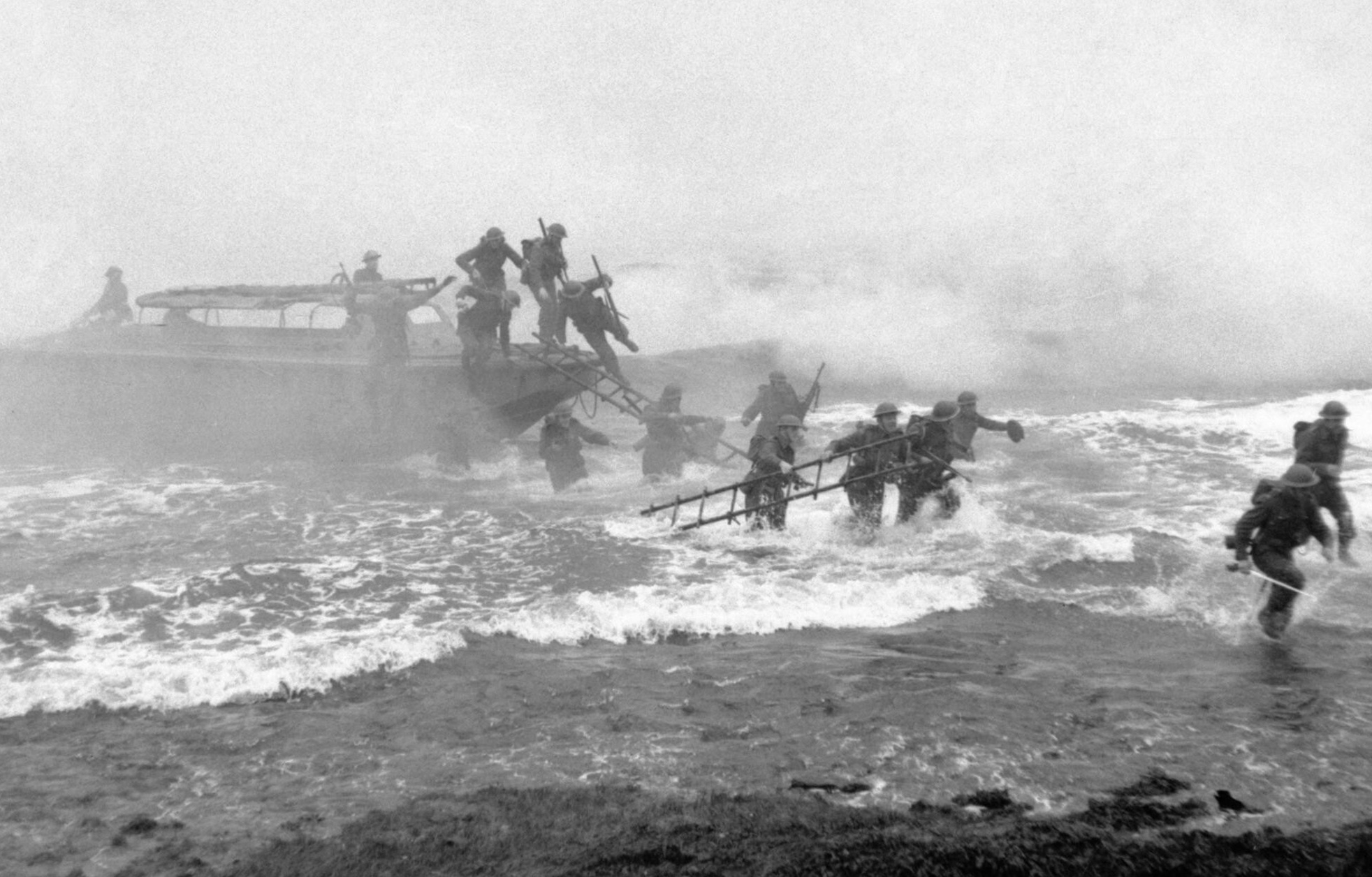
Jack Churchill (derecha) captado liderando un ejercicio de entrenamiento, espada en mano, desde un LCP en Inveraray.

En septiembre de 1944, Churchill y un oficial de la Royal Air Force, Bertram James, se arrastraron bajo la alambrada, a través de una cloaca abandonada, e intentaron caminar hacia la costa del mar Báltico. Fueron capturados cerca de la ciudad costera alemana de Rostock, a pocos kilómetros del mar.
A finales de abril de 1945, Churchill y alrededor de otros 140 presos destacados del campo de concentración fueron transferidos al Tirol, vigilados por tropas SS. Una delegación de prisioneros le dijo a los altos oficiales alemanes que temían ser ejecutados. Una unidad del ejército alemán comandada por Wichard von Alvensleben se trasladó para proteger a los prisioneros. Superados en número, los guardias SS se fueron, dejando atrás a los prisioneros. Los prisioneros fueron liberados y, luego de la partida de los alemanes, Churchill caminó 150 km hasta Verona, Italia, donde se encontró con una unidad blindada estadounidense.

### Birmania (1945)
Mientras la Guerra del Pacífico aún continuaba, Churchill fue enviado a Birmania, donde se estaban librando algunas de las más grandes batallas terrestres contra Japón. Para cuando Churchill llegó a la India, Hiroshima y Nagasaki habían sido bombardeadas y la guerra terminó. Se dijo que Churchill no estaba contento con el final brusco de la guerra, diciendo: "Si no fuera por esos malditos yanquis, ¡podríamos haber continuado esta guerra otros diez años!"

## Después de la Segunda Guerra Mundial
Tras el término de la contienda, Churchill calificó como paracaidista y se transfirió al Seaforth Highlanders. Pronto fue enviado a la Palestina Británica como oficial ejecutivo del primer Batallón de Infantería Ligera de las Tierras Altas escocesas.
En la primavera de 1948, justo al final del mandato británico en la región, se vio envuelto en otro incidente. Junto con doce de sus soldados, trató de ayudar al convoy médico de Hadassah atacado por fuerzas árabes. Cuando no llegó ayuda, Churchill y sus hombres proporcionaron fuego de cobertura contra las fuerzas árabes. Dos de los autobuses del convoy se incendiaron y 77 de las 79 personas en su interior perecieron. Después de la masacre, coordinó la evacuación de 700 médicos, estudiantes y pacientes judíos del hospital Hadassah a donde el convoy se dirigía.
En 1952, Metro Goldwyn Mayer rodó en Inglaterra la película Ivanhoe. La productora contrató a Churchill para que apareciera como arquero, disparando desde las murallas del castillo de Warwick.

## Australia y el surf
Posteriormente, Churchill trabajó como instructor en la escuela de tierra-aire en Australia, donde se convirtió en un apasionado del surf. De vuelta en Gran Bretaña, fue el primer hombre británico que surfeó una ola en el río Severn y diseñó su propia tabla.

## Jubilación y últimos años
Churchill se retiró del ejército en 1959. Su carácter excéntrico continuó. Asustó a los guardias ferroviarios y pasajeros arrojando su maletín todos los días por la ventana del tren de regreso a casa. Más tarde explicó que lanzaba su maleta a su propio jardín trasero para no tener que cargar con ella desde la estación. También disfrutaba navegando maquetas de barcos del ejército por radiocontrol, tan exactas que eran buscadas por los coleccionistas y navegando en lanchas a vapor con su esposa por el Támesis. Falleció el 8 de marzo de 1996 a los 89 años. En marzo de 2014, el Royal Norwegian Explorers Club publicó un libro que presentaba a Churchill como uno de los mejores aventureros de todos los tiempos.

## Vida personal
Jack Churchill se casó con Rosamund Margaret Denny, hija de Sir Maurice Edward Denny y nieta de sir Archibald Denny, el 8 de marzo de 1941 y tuvieron dos hijos: Malcolm John Leslie Churchill, nacido en 1942 y Rodney Alistair Gladstone Churchill, nacido en 1947.